# Rüeggisberg
Rüeggisberg ([ˈryə̯kisˌbɛrɡ]) ist eine politische Gemeinde im Verwaltungskreis Bern-Mittelland des Kantons Bern in der Schweiz.

## Geographie

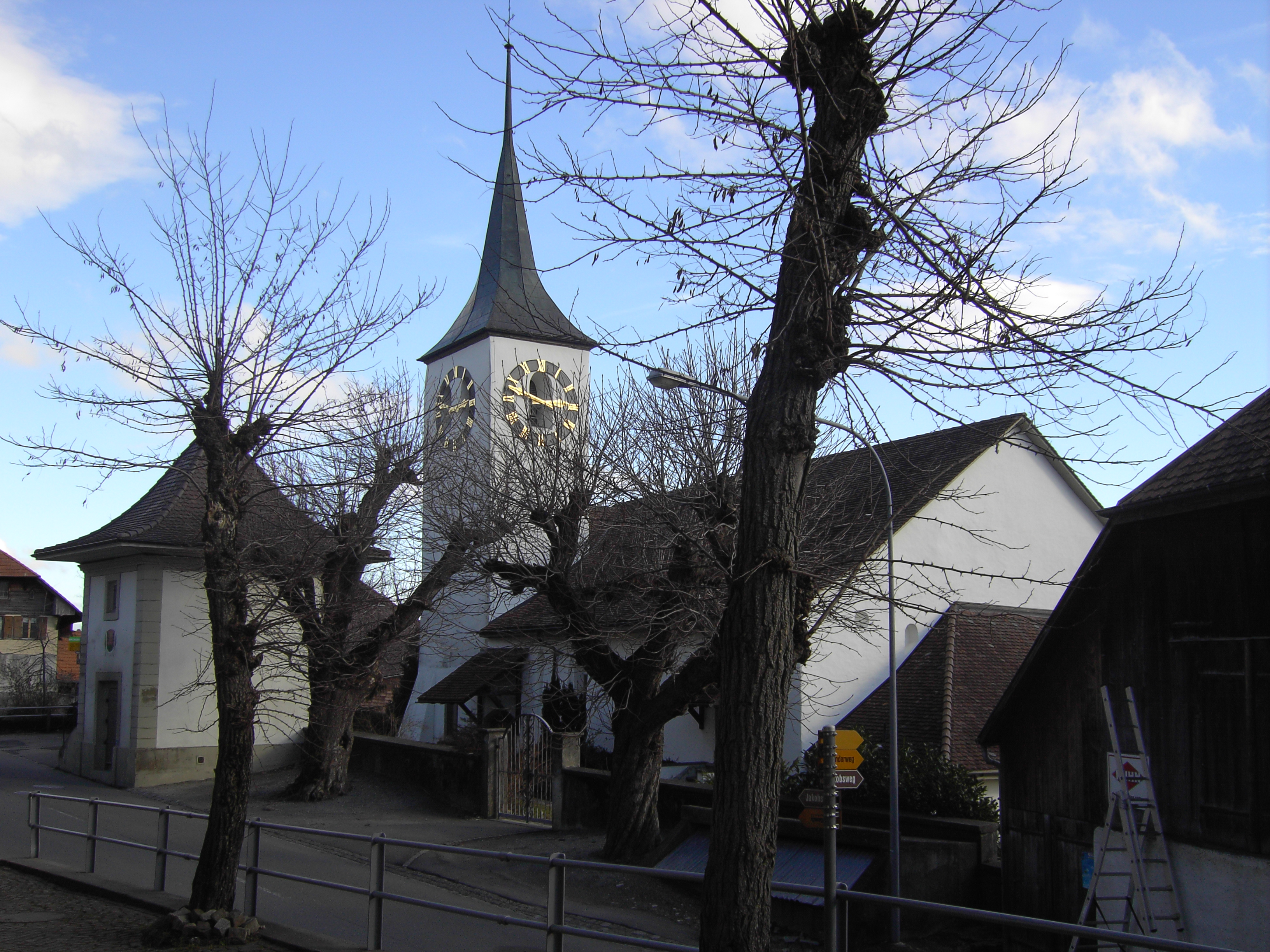
Kirche

Rüeggisberg liegt auf 930 m ü. M., 14 km südlich der Kantonshauptstadt Bern (Luftlinie) und etwa in der Mitte zwischen Thun und Freiburg. Das Dorf erstreckt sich an aussichtsreicher Lage auf einer Geländeterrasse am Südabhang der Rüeggisbergegg, welche zu den Höhen des Längenberges gehört, über der Talfurche des Grüenibachs.
Die Fläche des 35,81 km² grossen Gemeindegebiets umfasst einen Abschnitt des voralpinen Hügellandes westlich der Aaresenke zwischen Bern und Thun. Das Gebiet weist eine grosse landschaftliche Vielfalt auf. Der nördliche Gemeindeteil liegt im stark reliefierten Einzugsgebiet des Schwarzwassers. Charakterisiert ist diese Landschaft durch die Kerbtäler des Bütschelbachs und des Schwandbachs, welche von zahlreichen Bächen aus kurzen Seitentälchen und Gräben gespeist werden. Zwischen diesen Tälern und Gräben befinden sich Hügelvorsprünge (so genannte Eggen) mit oft sehr steilen Hängen, die landwirtschaftlich schwierig zu bearbeiten und deshalb überwiegend mit Wies- und Weideland bestanden sind. Die westliche Abgrenzung bildet das tief in die Molasseschichten eingeschnittene Schwarzwassertal mit einem rund 100 bis 200 m breiten mit Schotter gefüllten Talboden, in dem sich der Fluss seine natürlichen Wege sucht.
Östlich einer Linie Rüeggisberg – Bütschelegg – Niedermuhlern ändert sich die Landschaftsgestalt abrupt zu abgerundeten, vom Eis des Aargletschers geschliffenen und überprägten Formen; sanft geneigte Höhen wechseln sich mit breiten Talmulden ab. Ganz im Osten reicht der Gemeindeboden bis an die Kante des Längenbergs oberhalb des Steilabfalls zum Gürbetal. Zu den Landmarken dieses nördlichen Gemeindeteils gehören die Bütschelegg (1056 m ü. M.), der Taanwald (998 m ü. M.), die Rüeggisbergegg (1047 m ü. M.) und der Riedhubel (910 m ü. M.).
Nach Süden erstreckt sich der Gemeindebann über die Talfurche des Grüenibachs, welche eine einfache Verbindung zwischen dem Schwarzenburgerland und dem Aaretal gewährleistet, auf die waldigen Höhen der Gibelegg (bis 1055 m ü. M.) und bis ins Tal der Biberzen. Auch hier liegt die westliche Grenze stets im Schwarzwassertal.
Weit im Süden befindet sich die Exklave Nünenenberg im Quellgebiet der Gürbe. Sie liegt in der Flyschzone der Gurnigeldecke und reicht vom Selibühl südwärts über die Quellbäche der Gürbe und die Alp Obernünenen bis auf die Kalkgipfel von Gantrisch (mit 2176 m ü. M. der höchste Punkt von Rüeggisberg) und Nünenenflue (2101 m ü. M.) und den dazwischen liegenden Leiterenpass. Von der Gemeindefläche entfielen 1997 4 % auf Siedlungen, 29 % auf Wald und Gehölze und 65 % auf Landwirtschaft; etwas weniger als 2 % war unproduktives Land.

## Gemeindegliederung
Rüeggisberg wird in vier Bezirke gegliedert, nämlich:
- Rüeggisberg mit dem Dorf Rüeggisberg und den Weilern
  - Mättiwil (920 m ü. M.) am Südabhang der Höhe des Taanwaldes
  - Tromwil (885 m ü. M.) am Südabhang der Höhe des Taanwaldes über der Talwasserscheide von Otzenbach
- Bütschel mit den Weilern
  - Oberbütschel (922 m ü. M.) am Südfuss der Bütschelegg im Quellgebiet des Bütschelbachs
  - Niederbütschel (810 m ü. M.) am Bütschelbach zwischen Rüeggisbergegg und Bütschelegg
  - Gschneit (940 m ü. M.) auf der Höhe des Längenbergs östlich der Bütschelegg
  - Bungerten (778 m ü. M.) im Tal des Bütschelbachs am Westfuss der Bütschelegg

- Fultigen mit den Weilern

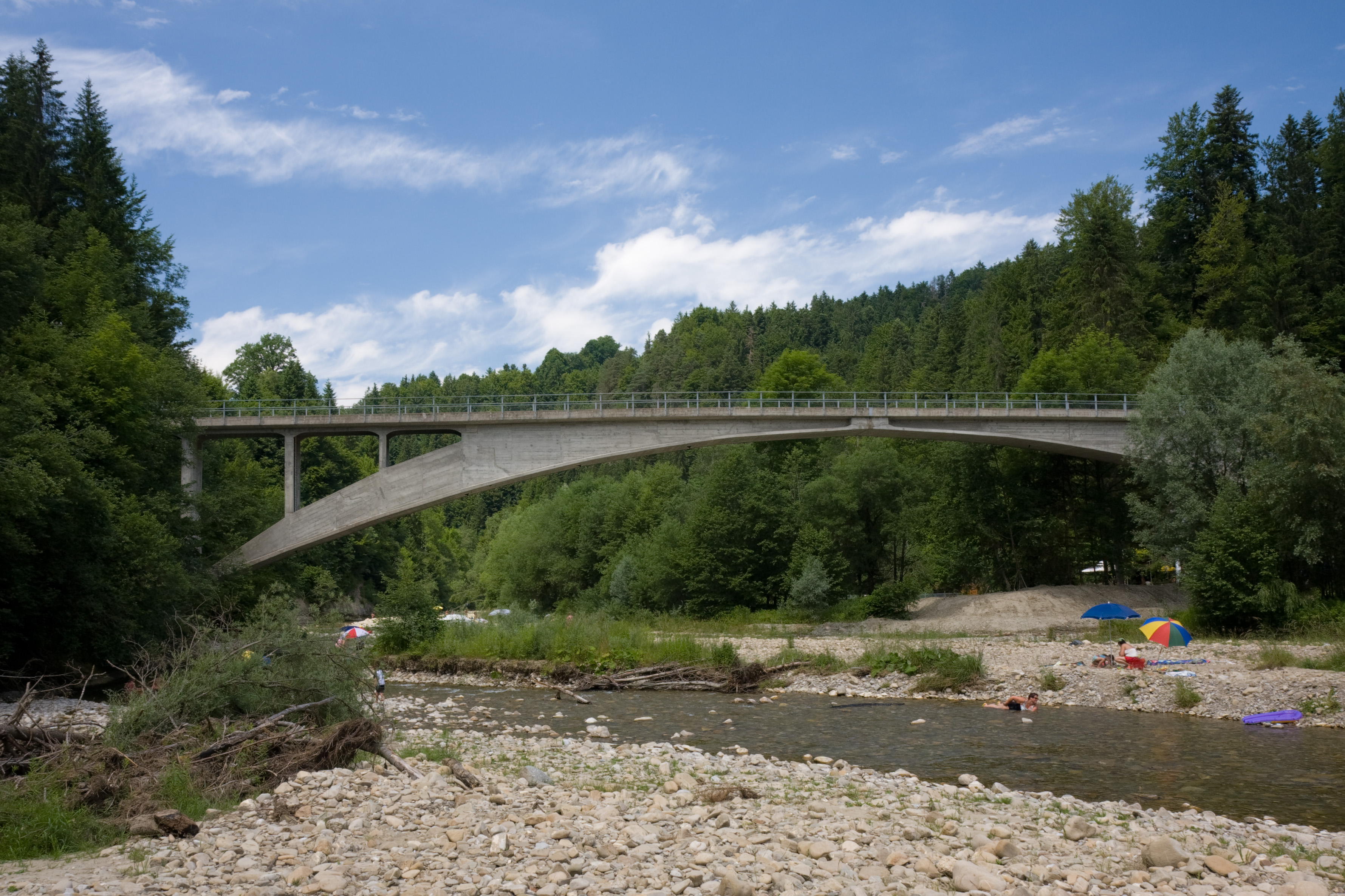
Die Rossgrabenbrücke in Hinterfultigen

  - Hinterfultigen (852 m ü. M.) auf dem Hügelkamm zwischen Schwarzwasser und Bütschelbach
  - Vorderfultigen (882 m ü. M.) auf der Höhe südlich des Bütschelbachtals
- Helgisried-Rohrbach mit den Weilern
  - Helgisried (795 m ü. M.) auf einer Verebnungsfläche im Grüenibachtal
  - Rohrbach (761 m ü. M.) am nördlichen Talhang des Grüenibachs
  - Wiler (780 m ü. M.) am Westhang des Wilerhubels im Grüenibachtal
  - Schwanden (863 m ü. M.) auf einem Geländevorsprung östlich des Schwarzwassertals
  - Brügglen (852 m ü. M.) auf einem Geländevorsprung östlich des Schwarzwassertals
  - Schwand (840 m ü. M.) am Südwestfuss der Gibelegg im Tal der Biberzen
  - Wislisau (714 m ü. M.) im Westen an der Strasse nach Schwarzenburg direkt an der Gemeindegrenze (gehört teilweise zu Rüschegg)

Daneben gehören zahlreiche Hofgruppen und Einzelhöfe zu Rüeggisberg. Nachbargemeinden von Rüeggisberg sind Niedermuhlern, Toffen, Kaufdorf, Riggisberg, Rüschegg, Schwarzenburg, Oberbalm, Blumenstein und Därstetten.

## Bevölkerung
Mit 1789 Einwohnern (Stand 31. Dezember 2023) gehört Rüeggisberg zu den mittelgrossen Gemeinden des Kantons Bern. Von den Bewohnern sind 97,6 % deutschsprachig, 0,6 % albanischsprachig, und 0,4 % sprechen Französisch (Stand 2000). Die Bevölkerungszahl von Rüeggisberg belief sich 1850 auf 3156 Einwohner, 1900 noch auf 2722 Einwohner. Damals war Rüeggisberg bevölkerungsmässig die grösste Gemeinde des Bezirks Seftigen. Im Verlauf des 20. Jahrhunderts nahm die Bevölkerungszahl durch starke Abwanderung bis 1980 kontinuierlich um weitere 35 % auf 1739 Personen ab. Seither wurde jedoch wieder ein Wachstum der Einwohnerzahl verzeichnet.

## Politik
Gemeindepräsidentin ist Therese Ryser (SVP, Stand 2024).

### Nationalratswahlen 2015
Die Stimmenanteile der Parteien anlässlich der Nationalratswahlen 2015 betrugen: SVP 55,2 %, SP 11,4 %, BDP 11,1 %, EDU 5,3 %, EVP 4,8 %, GPS 4,1 %, FDP 2,7 %, glp 1,7 %, Piraten 1,0 %.
(Bei den Ergebnissen wurden sowohl die der Mutter- als auch die der Tochterpartei und, falls vorhanden, von Schwesterpartei(en) zusammengenommen.)

### Nationalratswahlen 2019
Die Stimmenanteile der Parteien anlässlich der Nationalratswahlen 2019 betrugen: SVP 56,0 %, SP 7,6 %, BDP 7,9 %, GPS 6,8 %, EDU 5,1 %, FDP 3,3 %, glp 3,7 %, EVP 4,1 %, Piraten 0,9 %.
(Bei den Ergebnissen wurden sowohl die der Mutter- als auch die der Tochterpartei und, falls vorhanden, von Schwesterpartei(en) zusammengenommen.)

### Nationalratswahlen 2023
Die Stimmenanteile der Parteien anlässlich der Nationalratswahlen 2023 betrugen: SVP 58,1 %, SP 8,6 %, Mitte 6,6 %, EDU 5,4 %, glp 4,8 %, EVP 3,4 %, FDP 2,3 %, Aufrecht 2,0 %, BSL (Bürgerliche Stadt- und Landpartei) 0,9 %, SD 0,7 %, Piraten 0,7 %, Mass-Voll! 0,7 %, Normalos 0,2 %.
(Bei den Ergebnissen wurden sowohl die der Mutter- als auch die der Tochterpartei und, falls vorhanden, von Schwesterpartei(en) zusammengenommen.)

## Wirtschaft
Rüeggisberg war bis in die zweite Hälfte des 20. Jahrhunderts ein vorwiegend durch die Landwirtschaft geprägtes Dorf. Noch heute haben die Milchwirtschaft und die Viehzucht sowie der Ackerbau einen wichtigen Stellenwert in der Erwerbsstruktur der Bevölkerung. Weitere Arbeitsplätze sind im lokalen Kleingewerbe und im Dienstleistungssektor vorhanden. In der Gemeinde gibt es zwei Käsereien, Betriebe des Baugewerbes und der Elektrobranche, Schreinereien, Sägereien und Zimmereien sowie mechanische Werkstätten. In den letzten Jahrzehnten hat sich das Dorf dank seiner attraktiven Lage zu einer Wohngemeinde entwickelt. Viele Erwerbstätige sind deshalb Wegpendler, die hauptsächlich in den grösseren Ortschaften der Umgebung und in der Agglomeration Bern arbeiten.

### Tourismus

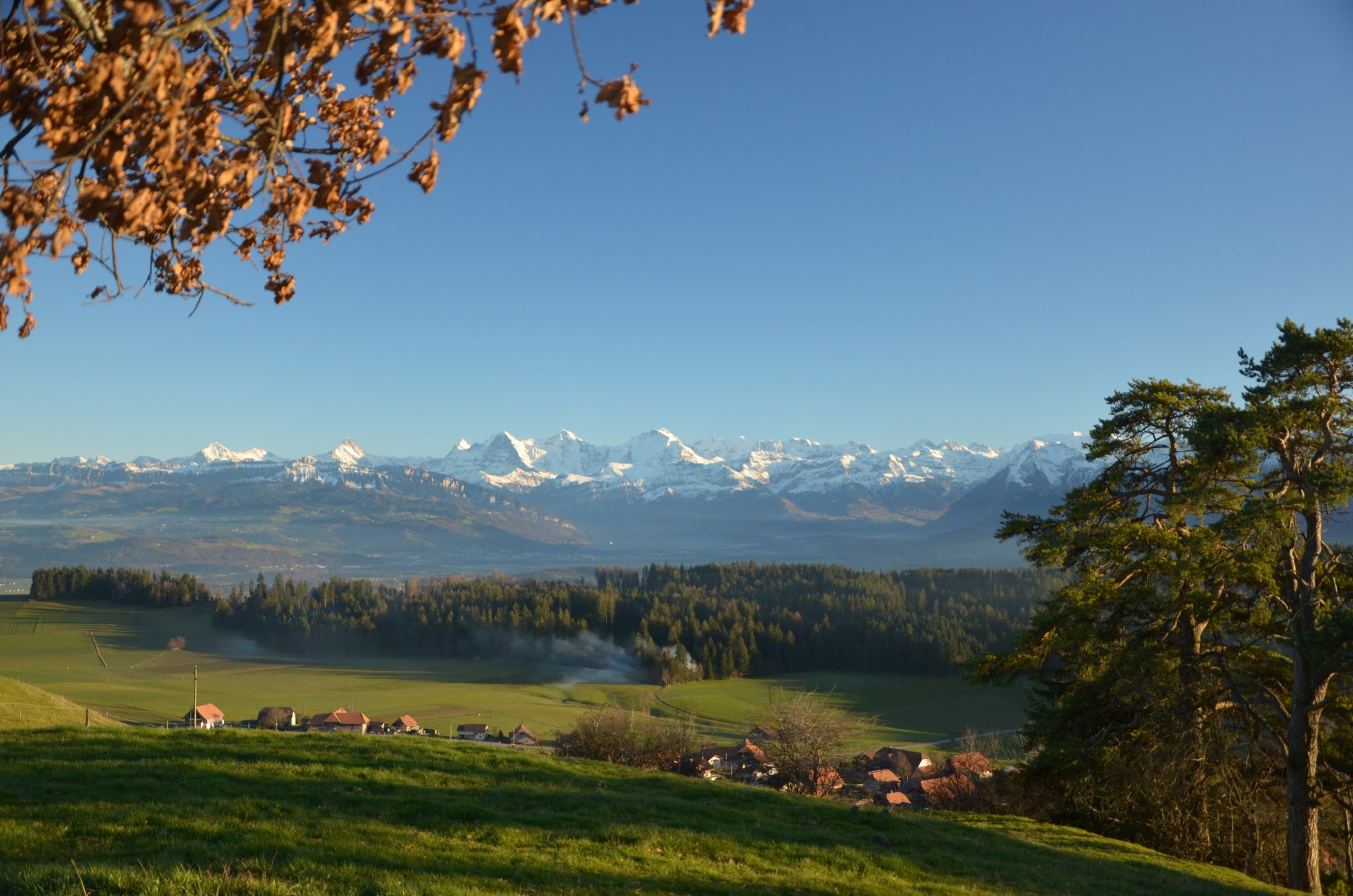
Alpenpanorama von der Bütschelegg

Die Region um Rüeggisberg ist ein beliebtes Naherholungs- und Wandergebiet von Bern und Thun aus. Von den Hügeln bieten sich schöne Ausblicke auf die Voralpen der Gantrisch- und Stockhorn-Kette sowie auf die Berner Alpen. Die Wasserscheide auf dem Nünenenberg bildet den Ausgangspunkt für Wanderungen im Gantrischgebiet. Im Winter eignet sich die Region für Ski- und Langlaufsport.
Rüeggisberg liegt an einem der Hauptwege des schweizerischen Teils des Jakobswegs nach Santiago de Compostela (Strecke Thun – Schwarzenburg – Fribourg). Für viele Pilgernde ist Rüeggisberg auch wegen seiner aussichtsreichen Lage ein attraktiver Etappenort. Von Rüeggisberg wenden sich die einen Pilgernden direkt nach Wislisau hinunter und dann nach Schwarzenburg; die anderen wandern zuerst noch entlang der nach Hinterfultigen führenden Strasse zu einem Aussichtspunkt mit weiter Rundsicht hoch und steigen dann steil zur Schwandbachbrücke hinunter, um so ebenfalls Schwarzenburg zu erreichen.

### Verkehr
Die Gemeinde liegt abseits der grösseren Durchgangsstrassen, ist aber von der Kantonsstrasse von Freiburg via Schwarzenburg nach Thun leicht zu erreichen; über den Längenberg besteht eine direkte Verbindung mit Kehrsatz und der Stadt Bern. Durch die Postautokurse, welche die Strecken von Köniz nach Riggisberg und von Riggisberg nach Hinterfultigen bedienen, ist Rüeggisberg an das Netz des öffentlichen Verkehrs angebunden. Die Weiler im Grüenibachtal werden durch die Postautolinie von Riggisberg nach Schwarzenburg erschlossen.

## Geschichte

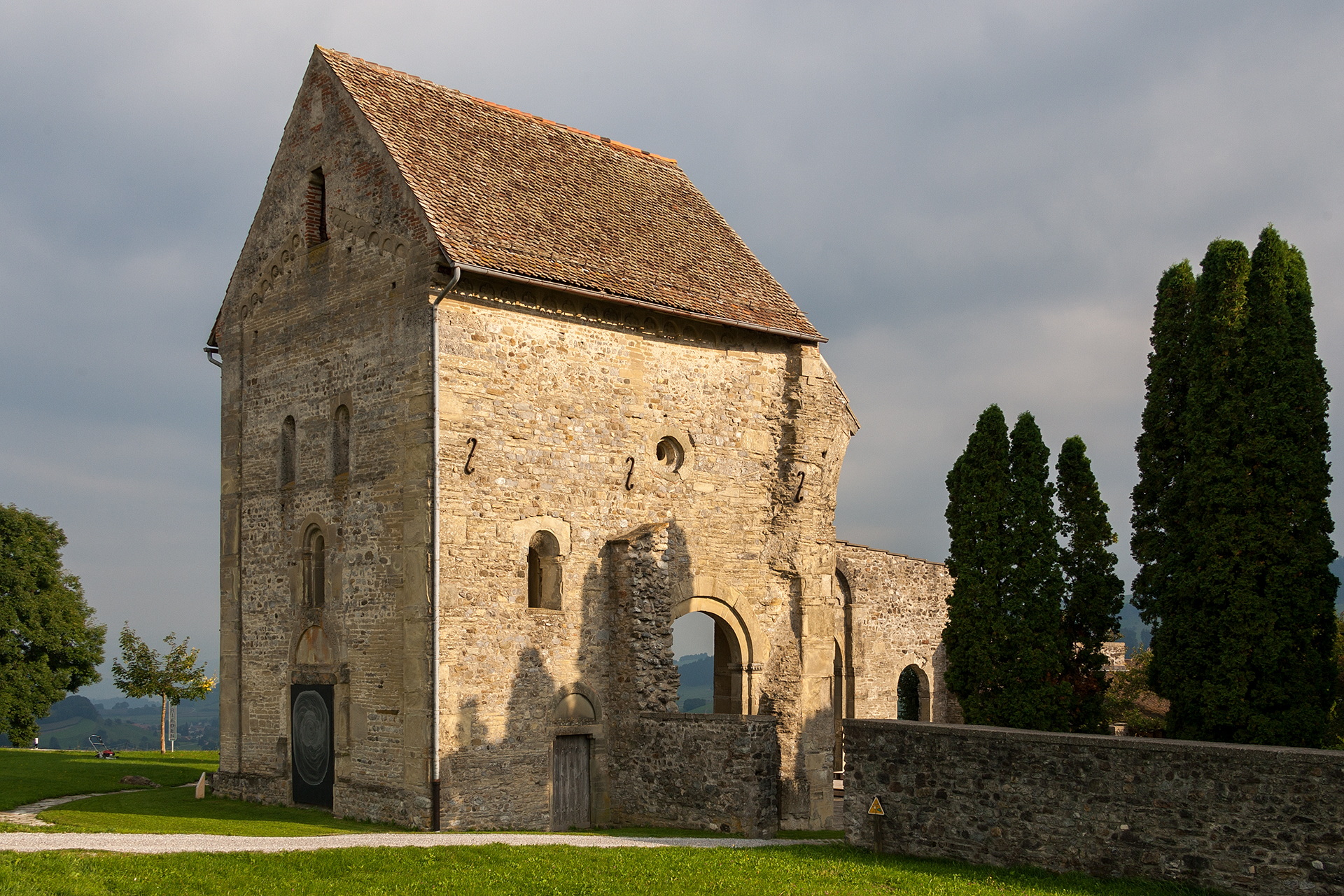
Nordquerhaus des ehemaligen Klosters Rüeggisberg

Die erste urkundliche Erwähnung des Ortes erfolgte 1076 unter dem Namen Roggeresberch; latinisiert ist auch die Bezeichnung montis richerii überliefert. Später erschienen die Bezeichnungen Roquespertum (1109), Rochersperc (1148), Ruakersperch (1152), Ruogersperg (1224), Rucesperc (1228) und Rüggisberg (1281). Der Ortsname geht auf den althochdeutschen Personennamen Hrodger zurück und bedeutet demnach Berg des Hrodger.

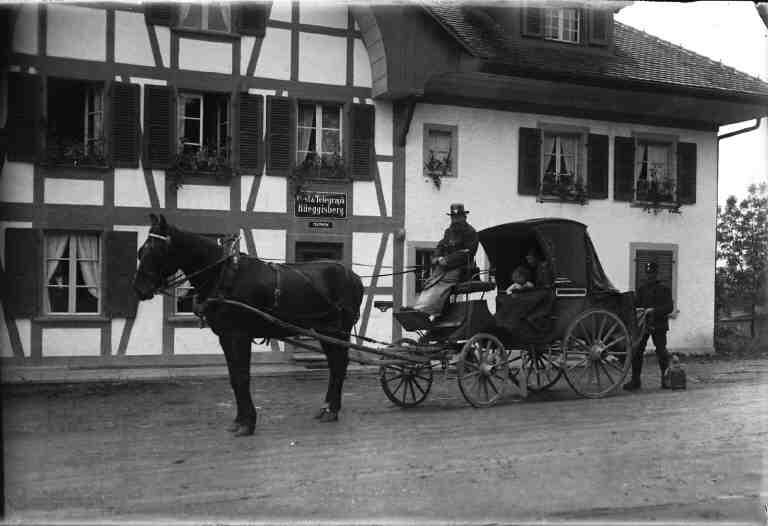
Postkutsche vor der Post Rüeggisberg, ca. 1930

Rüeggisberg entstand um die seit dem 9. Jahrhundert erwähnte Sankt-Martins-Kirche und gehörte zum Gebiet der Freiherren von Rümligen. Die Geschichte des Dorfes hängt eng mit derjenigen des Cluniazenserklosters Rüeggisberg zusammen, das im Jahre 1072 durch die Freiherren von Rümligen gestiftet wurde. Nachdem das Kloster und sein Besitz 1484 dem Münster in Bern einverleibt worden war, wurde Rüeggisberg dem Landgericht Seftigen zugeteilt. Nach dem Zusammenbruch des Ancien Régime (1798) gehörte Rüeggisberg während der Helvetik zum Distrikt Seftigen und ab 1803 zum Oberamt Seftigen, das mit der neuen Kantonsverfassung von 1831 den Status eines Amtsbezirks erhielt. Bis zur Gemeindezentralisierung 1947 erfüllten die Gemeindeviertel Rüeggisberg, Bütschel, Fultigen und Graben (Rohrbach, Helgisried, Schwanden) kommunale Aufgaben.

## Sehenswürdigkeiten

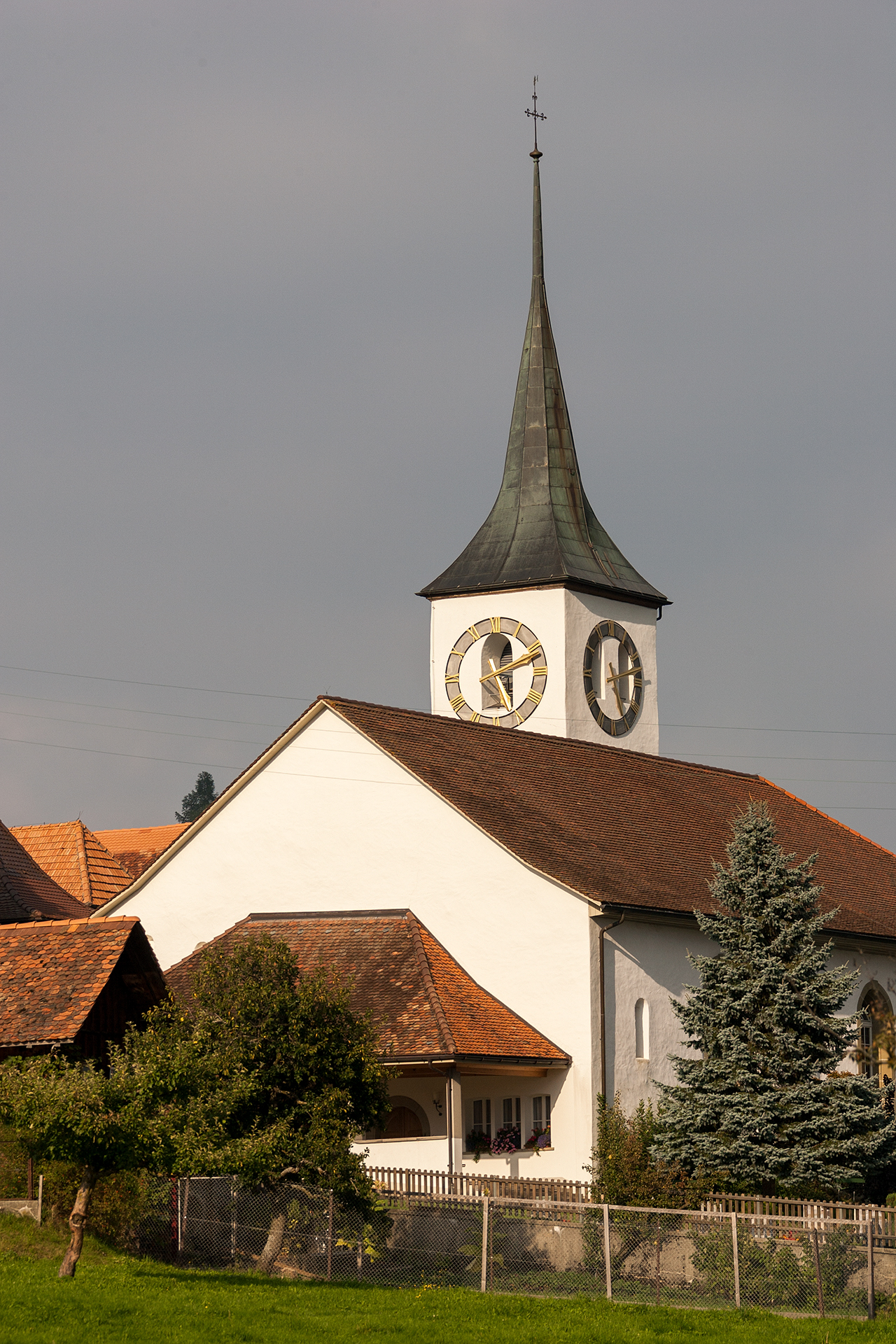
Kirche Sankt Martin

Wahrzeichen von Rüeggisberg sind die Klosterruinen (12. Jahrhundert) des ehemaligen Cluniazenserpriorates auf einem Geländevorsprung am südwestlichen Ortseingang. Im Dorf steht die Sankt-Martins-Kirche, die im Kern auf eine Stiftung der Königin Bertha von Burgund im 9. Jahrhundert zurückgeht. Im Lauf der Zeit wurde die Kirche mehrfach umgestaltet und restauriert.
In Rüeggisberg und in den verschiedenen Weilern finden sich zahlreiche charakteristische Bauernhäuser. Besonders erwähnenswert ist das geschlossene Ortsbild von Oberbütschel mit seinen intakten Berner Bauernhäusern aus dem 17. und 18. Jahrhundert. Auf dem Leuenberg steht eine Rudolf-von-Tavel-Gedenkstätte. Zu den denkmalgeschützten Objekten gehören auch die Rossgrabenbrücke (1932) über das Schwarzwasser und die Schwandbachbrücke (1933) an einer schmalen Verbindungsstrasse von Schwarzenburg nach Hinterfultigen. Beide Brücken sind Eisenbetonkonstruktionen, die vom Bauingenieur Robert Maillart entworfen wurden, der besonders durch die Salginatobelbrücke im Kanton Graubünden bekannt wurde.

## Persönlichkeiten
- Niklaus Schiltknecht (1687–1735), Baumeister, Werkmeister am Berner Münster, geboren in Rüeggisberg
- Kurt Guggisberg (1907–1972), reformierter Kirchenhistoriker, geboren in Rüeggisberg